# Гамлет (фильм, 2000)
«Гамлет» (англ. Hamlet) — американская драма 2000 года, экранизация одноимённой трагедии Уильяма Шекспира.

## В ролях
- Итан Хоук — Гамлет
- Кайл Маклахлен — Клавдий
- Дайан Венора — Гертруда
- Сэм Шепард — призрак
- Лев Шрайбер — Лаэрт
- Джулия Стайлз — Офелия
- Билл Мюррей — Полоний
- Карл Джиари — Горацио
- Пола Малкомсон — Марселл
- Стив Зан — Розенкранц
- Дехен Турман — Гильденстерн
- Рим Нил — Барнардо
- Джеффри Райт — могильльщик
- Пол Бартель — Осрик
- Кейси Аффлек — Фортинбрас
- Роберт Турман — священник
- Тим Блейк Нельсон — капитан полёта
- Ларри Фессенден — целующийся человек

## Реакция
Фильм получил смешанные отзывы. Metacritic присвоил фильму среднюю оценку 70/100, основываясь на 32 рецензиях основных критиков. На Rotten Tomatoes он имеет рейтинг 59 % на основе 93 отзывов, со средней оценкой 5,8/10 с консенсусом: «Твердые показатели не вызывают никакого напряжения на экране».
Кинокритик Элвис Митчелл из The New York Times похвалил его словами «жизненно важный и остроумный фильм», в то время как рецензент The Washington Post посчитал его «тёмно-интересным отвлечением, но не намного больше». Реакция на игру Хоука также неоднозначна. Los Angeles Times описал его как «превосходного принца Дании — молодого, чувствительного, страстного, но со зрелым пониманием работы человеческой природы». Нью-Йоркский журнал, однако, считал, что выступление Хоука было лишь «посредственным».